# PBLD
PBLD (англ. Phenazine biosynthesis like protein domain containing) – білок, який кодується однойменним геном, розташованим у людей на 10-й хромосомі. Довжина поліпептидного ланцюга білка становить 288 амінокислот, а молекулярна маса — 31 785.
| 10         |  | 20         |  | 30         |  | 40         |  | 50         |
| ---------- |  | ---------- |  | ---------- |  | ---------- |  | ---------- |
| MKLPIFIADA |  | FTARAFRGNP |  | AAVCLLENEL |  | DEDMHQKIAR |  | EMNLSETAFI |
| RKLHPTDNFA |  | QSSCFGLRWF |  | TPASEVPLCG |  | HATLASAAVL |  | FHKIKNMNST |
| LTFVTLSGEL |  | RARRAEDGIV |  | LDLPLYPAHP |  | QDFHEVEDLI |  | KTAIGNTLVQ |
| DICYSPDTQK |  | LLVRLSDVYN |  | RSFLENLKVN |  | TENLLQVENT |  | GKVKGLILTL |
| KGEPGGQTQA |  | FDFYSRYFAP |  | WVGVAEDPVT |  | GSAHAVLSSY |  | WSQHLGKKEM |
| HAFQCSHRGG |  | ELGISLRPDG |  | RVDIRGGAAV |  | VLEGTLTA   |  |            |

A: Аланін

C: Цистеїн

D: Аспарагінова кислота

E: Глутамінова кислота

F: Фенілаланін

G: Гліцин

H: Гістидин

I: Ізолейцин

K: Лізин

L: Лейцин

M: Метіонін

N: Аспарагін

P: Пролін

Q: Глутамін

R: Аргінін

S: Серин

T: Треонін

V: Валін

W: Триптофан

Кодований геном білок за функцією належить до ізомераз. 
Задіяний у такому біологічному процесі, як альтернативний сплайсинг. 